# عشق گمشده (مجموعه تلویزیونی)
با عشق گمشده اشتباه نشود .
عشق گمشده نام یک مجموعه تلویزیونی ایرانی به کارگردانی حسین سهیلی‌زاده است که در سال ۱۳۸۳ از شبکه سه به روی آنتن رفت.

## خلاصه داستان
زنی به نام سیما (با بازی بهنوش طباطبایی) در زندگی زناشویی‌اش به بن‌بست رسیده است. او تصمیم می‌گیرد برای خروج از بحران، مدتی را نزد پدر و مادرش (با بازی جمشید مشایخی و بهناز توکلی) و به دور از همسرش امیر (فرهاد مهادیان) بگذراند. در اینجاست که او با وقایع گوناگونی روبرو می‌شود و متوجه می‌شود که ریشه این همه مشکل، در گذشته است و او ناگزیر برای حل مشکلات، باید سفری به گذشته بکند…

## بازیگران
- جمشید مشایخی در نقش «دکتر علی بهزاد» (پدر سیما)
- بهناز توکلی در نقش «هما» (مادر سیما)
- بهنوش طباطبایی در دو نقش «سیما» و «مادر سیما (هما) در گذشته»[۱]
- فرهاد مهادیان در نقش «امیر» (شوهر سیما)
- علی دهکردی در نقش پدر سیما (دکتر بهزاد) در گذشته
- نیکو خردمند در نقش «پریوش»
- مریم بوبانی در نقش مهربانو
- رامین پرچمی در نقش «شاهین»
- داریوش اسدزاده در نقش بهادر
- ستاره اسکندری در نقش مهربانو (جوانی)
- آتیلا پسیانی در نقش اسد
- حمیدرضا پگاه
- فرهاد بشارتی در نقش مهندس ریاحی (همکارِ امیر)
- زهرا مه آبادی در نقش کودکی سیما در گذشته